# Unione Sportiva Alessandria Calcio 1980-1981
Questa pagina raccoglie le informazioni riguardanti l'Unione Sportiva Alessandria Calcio nelle competizioni ufficiali della stagione 1980-1981.

## Stagione
Nella stagione 1980-1981 l'Alessandria disputò il suo primo campionato di Serie C2, ottenendo secondo posto e promozione.

## Organigramma societario
Area direttiva
- Presidente: Adelio Taverna, poi dal 1º aprile Fernando Cerafogli
- Vice-presidenti: Guido Falco e Michele Sandroni
- Consiglieri: Luigi Brisone, Alberto Garaventa, Pierfranco Giolito, Mario Mancuso, Ortensio Negro, Pier Gianni Piterà
- Segretari: Teddy Milo, poi dal 1º aprile Gianfranco Coscia

Area tecnica
- Direttore sportivo: Alfredo Quaglia
- Allenatore: Dino Ballacci

Area sanitaria
- Medico sociale: Luigi Mazza
- Massaggiatore: Sergio Viganò

## Rosa
| N. |                   | Ruolo | Calciatore      |
| -- | ----------------- | ----- | --------------- |
|    | Italia (bandiera) | P     | Sergio Favot    |
|    | Italia (bandiera) | P     | Adriano Zanier  |
|    | Italia (bandiera) | D     | Antonio Colombo |
|    | Italia (bandiera) | D     | Mariano Fabris  |
|    | Italia (bandiera) | D     | Mario Gaudenzi  |
|    | Italia (bandiera) | D     | Giovanni Poli   |
|    | Italia (bandiera) | D     | Paolo Robotti   |
|    | Italia (bandiera) | D     | Stefano Soncini |
|    | Italia (bandiera) | C     | Valerio Burroni |
|    | Italia (bandiera) | C     | Fabrizio Falco  |

| N. |                      | Ruolo | Calciatore          |
| -- | -------------------- | ----- | ------------------- |
|    | Italia (bandiera)    | C     | Giuseppe La Loggia  |
|    | Italia (bandiera)    | C     | Maurizio Maniscalco |
|    | Italia (bandiera)    | C     | Fabrizio Piazza     |
|    | Italia (bandiera)    | C     | Enrico Piccotti     |
|    | Italia (bandiera)    | C     | Ferdinando Rossi    |
|    | Italia (bandiera)    | A     | Angelo Calisti      |
|    | Australia (bandiera) | A     | Renato Colusso      |
|    | Italia (bandiera)    | A     | Primo Pasquali      |
|    | Italia (bandiera)    | A     | Luigi Zerbio        |

## Risultati

### Serie C2

#### Girone di andata
| Arbitro: | Tarantola (Genova) |

|           |           |             |
| Zitta 45’ | Marcatori | 39’ Colusso |

| Arbitro: | Bruschini (Firenze) |

|                                   |           |              |
| Poli 14’ Maniscalco 39’ Rossi 81’ | Marcatori | 75’ Albanese |

| Arbitro: | Cesca (Latisana) |

|                |           |  |
| Angiolillo 63’ | Marcatori |  |

| Arbitro: | Palmeri (Bolzano) |

|  |           |                         |
|  | Marcatori | 2’ Piccotti 45’ Colusso |

| Arbitro: | Schiavon (Padova) |

|                                   |           |  |
| Rossi 47’ (rig.), 56’ Colusso 54’ | Marcatori |  |

| Lodi 2 novembre 1980 | Fanfulla        | 0 – 0 | Alessandria | Stadio Dossenina\| Arbitro: \| Sanna (Alghero) \| |
| Arbitro:             | Sanna (Alghero) |       |             |                                                   |

| Alessandria 9 novembre 1980 | Alessandria          | 0 – 0 | Derthona | Stadio Giuseppe Moccagatta\| Arbitro: \| Tagliapietra (Schio) \| |
| Arbitro:                    | Tagliapietra (Schio) |       |          |                                                                  |

| Arbitro: | Coppetelli (Tivoli) |

|             |           |              |
| Coppola 35’ | Marcatori | 76’ Gaudenzi |

| Arbitro: | Gamberini (Monza) |

|                     |           |  |
| Pasquali 78’ (rig.) | Marcatori |  |

| Biella 30 novembre 1980                      | Biellese  | 1 – 0 | Alessandria | Stadio Lamarmora |
| \| \| \| \| \| Baldan 26’ \| Marcatori \| \| |           |       |             |                  |
|                                              |           |       |             |                  |
| Baldan 26’                                   | Marcatori |       |             |                  |

| Arbitro: | Cassi (Pisa) |

|                                 |           |  |
| Piccotti 73’ Calisti 83’ (rig.) | Marcatori |  |

| Arbitro: | Giometti (Genova) |

|                         |           |               |
| Zerbio 59’ Pasquali 65’ | Marcatori | 81’ Pelizzari |

| Arbitro: | Buccini (Popoli) |

|           |           |  |
| Folli 16’ | Marcatori |  |

| Arbitro: | Guardini (Verona) |

|             |           |  |
| Pasquali 7’ | Marcatori |  |

| Arbitro: | Castronovo (Palermo) |

|              |           |              |
| Bardelli 47’ | Marcatori | 34’ Pasquali |

| Alessandria 18 gennaio 1981 | Alessandria          | 0 – 0 | Carrarese | Stadio Giuseppe Moccagatta\| Arbitro: \| Sala (Calolziocorte) \| |
| Arbitro:                    | Sala (Calolziocorte) |       |           |                                                                  |

| Arbitro: | Laudato (Taranto) |

|  |           |             |
|  | Marcatori | 83’ Colusso |

#### Girone di ritorno
| Arbitro: | Dalfovo (Trento) |

|              |           |  |
| Piccotti 66’ | Marcatori |  |

| Arbitro: | Perdonò (Reggio Calabria) |

|  |           |            |
|  | Marcatori | 8’ Colusso |

| Alessandria 15 febbraio 1981 | Alessandria                    | 0 – 0 | Rhodense | Stadio Giuseppe Moccagatta\| Arbitro: \| Cerquoni (San Severino Marche) \| |
| Arbitro:                     | Cerquoni (San Severino Marche) |       |          |                                                                            |

| Arbitro: | Marchese (Frattamaggiore) |

|                           |           |           |
| Pasquali 15’ Piccotti 41’ | Marcatori | 57’ Ferla |

| Arbitro: | Basile (Siracusa) |

|             |           |             |
| Cattaneo 8’ | Marcatori | 3’ Piccotti |

| Arbitro: | Giannoni (Jesi) |

|           |           |  |
| Rossi 49’ | Marcatori |  |

| Alessandria 15 marzo 1981 | Derthona        | 0 – 0 | Alessandria | Stadio Giuseppe Moccagatta\| Arbitro: \| Ongaro (Rovigo) \| |
| Arbitro:                  | Ongaro (Rovigo) |       |             |                                                             |

| Arbitro: | Fassari (Catania) |

|                         |           |  |
| Zerbio 56’ Pasquali 75’ | Marcatori |  |

| Arbitro: | Creati (Giarre) |

|                     |           |           |
| Saporito 27’ (rig.) | Marcatori | 6’ Zerbio |

| Arbitro: | Amendolia (Messina) |

|                 |           |                 |
| Zerbio 40’, 68’ | Marcatori | 21’, 60’ Baldan |

| Arbitro: | Zumbo (Reggio Calabria) |

|  |           |            |
|  | Marcatori | 24’ Zerbio |

| Casatenovo 3 maggio 1981 | Casatese                  | 0 – 0 | Alessandria | Stadio Comunale\| Arbitro: \| Perdonò (Reggio Calabria) \| |
| Arbitro:                 | Perdonò (Reggio Calabria) |       |             |                                                            |

| Arbitro: | Ramacci (Latina) |

|             |           |  |
| Calisti 64’ | Marcatori |  |

| Seregno 17 maggio 1981 | Seregno           | 0 – 0 | Alessandria | Stadio Ferruccio\| Arbitro: \| Rinaldi (Caserta) \| |
| Arbitro:               | Rinaldi (Caserta) |       |             |                                                     |

| Arbitro: | Marascia (Roma) |

|              |           |  |
| Piccotti 19’ | Marcatori |  |

| Arbitro: | Sguizzato (Verona) |

|             |           |            |
| Bressani 5’ | Marcatori | 10’ Zerbio |

| Arbitro: | Ongaro (Rovigo) |

|                     |           |  |
| Pasquali 89’ (rig.) | Marcatori |  |

### Coppa Italia Semiprofessionisti

#### Fase eliminatoria
| Arbitro: | Da Pozzo (Cologno Monzese) |

|           |           |             |
| Russo 28’ | Marcatori | 40’ Calisti |

| Alessandria 3 settembre 1980                      | Alessandria | 1 – 1   | Asti TSC | Stadio Giuseppe Moccagatta |
| \| \| \| \| \| Calisti \| Marcatori \| Tosetti \| |             |         |          |                            |
|                                                   |             |         |          |                            |
| Calisti                                           | Marcatori   | Tosetti |          |                            |

| Alessandria 14 settembre 1980                 | Alessandria | 0 – 1       | Derthona | Stadio Giuseppe Moccagatta |
| \| \| \| \| \| \| Marcatori \| 50’ Baglini \| |             |             |          |                            |
|                                               |             |             |          |                            |
|                                               | Marcatori   | 50’ Baglini |          |                            |

| Asti 21 settembre 1980                                                                                              | Asti TSC  | 2 – 4                                              | Alessandria | Stadio Censin Bosia |
| \| \| \| \| \| Tosetti 61’ (rig.), 68’ (rig.) \| Marcatori \| 34’ Maniscalco 42’ Piccotti 58’ Rossi 86’ Gaudenzi \| |           |                                                    |             |                     |
| |           |                                                    |             |                     |
| Tosetti 61’ (rig.), 68’ (rig.)                                                                                      | Marcatori | 34’ Maniscalco 42’ Piccotti 58’ Rossi 86’ Gaudenzi |             |                     |

#### Sedicesimi di finale
| Arbitro: | Albertini (Vigevano) |

|                     |           |  |
| Pasquali 38’ (rig.) | Marcatori |  |

| Sanremo 10 dicembre 1980                                   | Sanremese | 2 – 0 | Alessandria | Stadio Comunale |
| \| \| \| \| \| Cecchini 23’ De Luca 70’ \| Marcatori \| \| |           |       |             |                 |
|                                                            |           |       |             |                 |
| Cecchini 23’ De Luca 70’                                   | Marcatori |       |             |                 |

## Statistiche

### Statistiche di squadra
| Competizione         | Punti | In casa | In casa | In casa | In casa | In casa | In casa | In trasferta | In trasferta | In trasferta | In trasferta | In trasferta | In trasferta | Totale | Totale | Totale | Totale | Totale | Totale | DR  |
| Competizione         | Punti | G       | V       | N       | P       | Gf      | Gs      | G            | V            | N            | P            | Gf           | Gs           | G      | V      | N      | P      | Gf     | Gs     | DR  |
| -------------------- | ----- | ------- | ------- | ------- | ------- | ------- | ------- | ------------ | ------------ | ------------ | ------------ | ------------ | ------------ | ------ | ------ | ------ | ------ | ------ | ------ | --- |
| Serie C1             | 48    | 17      | 13      | 4       | 0       | 23      | 5       | 17           | 4            | 10           | 3            | 11           | 9            | 34     | 17     | 14     | 3      | 34     | 14     | +20 |
| Coppa Italia Semipro |       | 3       | 1       | 1       | 1       | 2       | 2       | 3            | 1            | 1            | 1            | 5            | 5            | 6      | 2      | 2      | 2      | 7      | 7      | 0   |
| Totale               | -     | 20      | 14      | 5       | 1       | 25      | 7       | 20           | 5            | 11           | 4            | 16           | 14           | 40     | 19     | 16     | 5      | 41     | 21     | +20 |

### Statistiche dei giocatori
| Giocatore     | Serie C1 | Serie C1 | Coppa Italia Semipro | Coppa Italia Semipro | Totale   | Totale |
| Giocatore     | Presenze | Reti     | Presenze             | Reti                 | Presenze | Reti   |
| ------------- | -------- | -------- | -------------------- | -------------------- | -------- | ------ |
| V. Burroni    | 29       | 0        | 3                    | 0                    | 32       | 0      |
| A. Calisti    | 33       | 2        | 3                    | 2                    | 36       | 4      |
| A. Colombo    | 19       | 0        | 4                    | 0                    | 23       | 0      |
| R. Colusso    | 21       | 5        | 6                    | 0                    | 27       | 5      |
| M. Fabris     | 31       | 0        | 5                    | 0                    | 36       | 0      |
| F. Falco      | 4        | 0        | 2                    | 0                    | 6        | 0      |
| S. Favot      | -        | -        | 2                    | -2                   | 2        | -2     |
| Galardini     | -        | -        | 1                    | 0                    | 1        | 0      |
| M. Gaudenzi   | 30       | 1        | 4                    | 1                    | 34       | 2      |
| G. La Loggia  | -        | -        | 4                    | 0                    | 4        | 0      |
| M. Maniscalco | 31       | 1        | 5                    | 1                    | 36       | 2      |
| P. Pasquali   | 28       | 7        | 5                    | 1                    | 33       | 8      |
| F. Piazza     | 24       | 0        | 6                    | 0                    | 30       | 0      |
| E. Piccotti   | 31       | 6        | 6                    | 1                    | 37       | 7      |
| G. Poli       | 30       | 1        | 2                    | 0                    | 32       | 1      |
| P. Robotti    | -        | -        | 4                    | 0                    | 4        | 0      |
| F. Rossi      | 29       | 4        | 2                    | 1                    | 31       | 5      |
| S. Soncini    | 29       | 0        | 5                    | 0                    | 34       | 0      |
| Viale         | -        | -        | 1                    | 0                    | 1        | 0      |
| A. Zanier     | 34       | -14      | 4                    | -4                   | 38       | -18    |
| L. Zerbio     | 31       | 7        | 2                    | 0                    | 33       | 7      |